# SN 2002gi
SN 2002gi – supernowa typu Ia odkryta 7 maja 2002 roku w galaktyce A135712+0433. W momencie odkrycia miała maksymalną jasność 24,10m.